# イエロー太陽s
イエロー太陽s（イエローたいようズ）は日本のバンドである。レコード会社はヴァーンメディアである。
1989年4月22日、『三宅裕司のいかすバンド天国』に出場。当時は全員が青山学院大学に在学していた。バンド名は坂上二郎の「とびます、とびます」に由来するという。明るいバラエティポップスと評された、CMソングのような楽曲「赤いチョコレートの下で」で仮キングのパニック・イン・ザ・ズゥを倒して4代目イカ天キングとなるが、翌週アイドル的な人気で知られたRABBITに敗れてキングの座を明け渡した。キング陥落後1990年8月18日に再出場し「あの娘のアンブレラ」を演奏し完奏を果たしたが、チャレンジャー賞はSo What!に受賞され敗北した。

## メンバー
- ボーカル・服部正俊（1〜3期）
- ギター・今野潤一郎（1〜3期）
- ドラム・古屋敷正巳（1〜3期）
- ベース・吉田展子（1期・就職のため）・ 宮崎圭介（2〜3期）
- キーボード・山崎浩続（1期・就職のため）・ 柴崎哲也（3期）

## ディスコグラフィー

### アルバム
僕の心はバイオリン（1991年7月31日・VMCH-1024）
1. 赤いチョコレートの下で
2. 夢みる女
3. おさるさんだね
4. ピエ郎
5. 朝がえり
6. 赤い靴はいた女の子
7. あの娘のアンブレラ
8. ぐるぐる
9. 君はGSの彼方に
10. 日曜日のハレルヤ
11. ロマンス地獄